# Antoine Roussel
Antoine Roussel (ur. 21 listopada 1989 w Roubaix) – francuski hokeista, reprezentant Francji.

## Kariera
- Rouen U18 (2004–2005)
- Coll. Charles-Lemoy. Riverains (2006)
- Chicoutimi Saguenéens (2006–2010)
- Providence Bruins (2010–2011)
- Reading Royals (2011)
- Chicago Wolves (2011–2012)
- Texas Stars (2012–2013)
- Dallas Stars (2013-2018)
- Vancouver Canucks (2018–)

Wychowanek klubu Deuil-la-Barre. Od 2006 grał w Kanadzie, wpierw w juniorskich rozgrywkach QMJHL w ramach CHL. Następnie występował w amerykańskich ligach AHL i ECHL. W lipcu 2012 podpisał dwuletni kontrakt z Dallas Stars, po czym został przekazany do zespołu farmerskiego. Od stycznia i następnie od lutego 2013 występuje do lidze NHL. Od lipca 2018 zawodnik Vancouver Canucks, związany czteroletnim kontraktem.
Występował w kadrach juniorskich kraju na mistrzostwach świata do lat 18 w 2006 (Dywizja A) i do lat 20 w 2009 (Dywizja I). W kadrze seniorskiej uczestniczył w turniejach mistrzostw świata w 2012, 2013, 2014, 2015, 2017.

## Osiągnięcia
Klubowe
- Norman R. „Bud” Poile Trophy: 2012 z Chicago Wolves

Indywidualne
- Mistrzostwa Świata Juniorów w Hokeju na Lodzie 2009/I Dywizja#Grupa A:
  - Drugie miejsce w klasyfikacji strzelców turnieju: 6 goli[5]
- Mistrzostwa Świata w Hokeju na Lodzie 2014/Elita:
  - Drugie miejsce w klasyfikacji strzelców turnieju: 6 goli
  - Piąte miejsce w klasyfikacji kanadyjskiej turnieju: 11 punktów
  - Skład gwiazd turnieju[6]
  - Jeden z trzech najlepszych zawodników reprezentacji na turnieju[7]
- Mistrzostwa Świata w Hokeju na Lodzie 2015/Elita:
  - Pierwsze miejsce w klasyfikacji minut kar w turnieju: 34 minuty[8]
- Mistrzostwa Świata w Hokeju na Lodzie 2017/Elita:
  - Piąte miejsce w klasyfikacji strzelców turnieju: 6 goli[9]
  - Piąte miejsce w klasyfikacji minut kar w turnieju: 18 minut[10]